# Jacques Jean Stanislas Combis
Jean-Baptiste Jacques Stanislas de Combis d’Augustine, le marquis de Combis, né le 22 mai 1753 de Jean Baptiste de Combys et Marie Jeanne de Franc à Marseille (Bouches-du-Rhône), mort le 9 octobre 1808 à Paris, est un général français de la Révolution et de l’Empire.

## États de service
Il entre en service dans la marine comme garde le 15 août 1768, et il embarque le 13 juin 1770, sur Le Sagittaire. Il participe à la prise de Turin en 1770. Le 4 avril 1772, il embarque sur l'Atalante, et le 5 mai 1773, sur L'Engageante. Il est nommé garde-pavillon le 1er novembre 1773, et le 1er juillet 1774, il rejoint le chebeck Le Caméléon. Le 31 décembre 1774, il retourne sur l'Atalante, puis il passe sur L'Éclair le 2 juillet 1776, et sur La Pléiade le 22 mars 1778. Il est nommé enseigne de vaisseau le 4 avril 1778, et le 10 mai suivant il passe sur la corvette La Sardine. Le 25 avril 1779, il rejoint La Pléiade, et il participe aux campagnes d’Amérique. Il est promu lieutenant de vaisseau le 4 avril 1780, et le 11 décembre 1781, il embarque sur La Vestale. Le 11 juillet 1782, il est nommé commandant de la corvette Le Chien de Chasse, et le 1er novembre 1782, il devient capitaine d'artillerie commandant en second les apprentis canonniers de Toulon. Il est fait chevalier de Saint-Louis en 1784.
Il est nommé major de vaisseau le 16 décembre 1786, et il prend le commandement de la frégate La Proserpine le 15 mars 1787, puis le commandement de la frégate La Mignonne le 12 décembre 1787. Le 9 novembre 1790, il commande la frégate La Modeste et il est nommé capitaine de vaisseau le 1er janvier 1792. Le 1er juillet 1792, il devient inspecteur général des troupes de la Marine avec rang de maréchal de camp, et le 5 mars 1793, il commande temporairement par intérim la place et les forts de Toulon. En septembre 1793, il devient adjoint au représentant en mission Charbonnier, et il est destitué le 16 octobre 1793 comme noble. Il est relevé de sa destitution en l’an V, et il est autorisé à prendre sa retraite le 31 mai 1797. Il est admis au traitement de réforme le 11 avril 1798.
Le 20 juin 1800, il est nommé par le Premier Consul, membre de la commission chargée d'examiner les registres des demi-brigades d'artillerie de marine et de constater l'emploi des étoffes qui ont été délivrées aux conseils d'administration de ces corps. Le 5 mars 1801, il est nommé commissaire du gouvernement de la partie espagnole de l’île de Saint-Domingue, puis préfet colonial de cette colonie le 6 juin 1801. Le 29 août 1803, il est chargé de l'inspection et de l'armement des constructions et armements de la Marine, puis directeur général et commandant de la Flottille Nationale des Transports à Boulogne. Il est mis en non activité en décembre 1803. Il est créé commandeur de la Légion d’honneur le 5 août 1804, et membre du collège électoral du Pas-de-Calais. 
Il est créé chevalier de l’Empire par lettres patentes du 20 juillet 1808, et il est nommé inspecteur adjoint des troupes de la marine le 21 septembre 1808.
Il meurt à Paris le 9 octobre 1808.

## Unions
Le 26 janvier 1779, Jean-Baptiste Jacques Stanislas de Combis épouse Hentiette Dophie Dasque à Toulon, dans le Var.

## Armoiries
| Armoiries | Nom du chevalier et blasonnement |
| --------- | --- |
|           | Chevalier Jean-Baptiste Jacques Stanislas Combis d’Augustine et de l'Empire, lettres patentes du 20 juillet 1808. Tiercé en fasce d'or, d'azur et de gueules ; l'or à trois étoiles de gueules rangées en fasce ; l'azur à la montagne d'or coupée en pal du champ ; le gueules au signe des chevaliers et pour livrées : bleu, jaune et rouge. |

## Sources
- « Cote LH/576/29 », base Léonore, ministère français de la Culture
- (en) « Generals Who Served in the French Army during the Period 1789 - 1814: Eberle to Exelmans »
- J.M Van Hille, Dictionnaire des marins francs-maçons, Gens de mer et professions connexes
- Vicomte Révérend, Armorial du premier empire, tome 1, Honoré Champion, libraire, Paris, 1897, p. 240.
- Georges Six, Dictionnaire biographique des généraux & amiraux français de la Révolution et de l'Empire (1792-1814), Paris : Librairie G. Saffroy, 1934, 2 vol., p. 256
- https://gw.geneanet.org/aversa?lang=fr&n=de+combis&oc=0&p=jean+baptiste+jacques+stanislas#block-media